# Carl Shy
Carl Leslie Shy (Los Angeles, 13 de setembro de 1908 — Condado de Orange, 17 de dezembro de 1991) foi um basquetebolista estadunidense que fez parte da Seleção Estadunidense que competiu nos XI Jogos Olímpicos de Verão de 1936 realizados em Berlim na Alemanha nazista.

## Biografia
Carl Shy assim como outros sete companheiros que conquistaram a Medalha de Ouro olímpica em Berlim, jogou basquete pela UCLA e pela equipe da Universal Studios. Jogou por três temporadas na equipe do estúdio hollywoodiano fez sua participação nas Olimpíadas e iniciou carreira na Polícia de Los Angeles e após aposentar-se tornou-se Detetive particular.

## Estatísticas na Seleção Estadunidense
| Evento      | Idade | Data      | Resutado        | PTS |
| ----------- | ----- | --------- | --------------- | --- |
| Berlim 1936 | 27    | 9/8/1936  | EUA 52 - 28 EST | 10  |
| Berlim 1936 | 27    | 13/8/1936 | EUA 25 - 10 MEX | 0   |
| Berlim 1936 | 27    | 14/8/1936 | EUA 19 - 8 CAN  | 0   |

(*) Baseado nos dados do sítio sports-reference.com